# کیپ ماکلئار
کیپ ماکلئار (به لاتین: Cape Maclear) یک منطقهٔ مسکونی در مالاوی است که در منطقه جنوبی مالاوی واقع شده‌است.